# أدريان لونش
أدريان لونش (بالإنجليزية: Adrian Lynch)‏ هو لاعب كرة قاعدة أمريكي، ولد في 9 فبراير 1897 في لورنس في الولايات المتحدة، وتوفي في 16 مارس 1934 في دافنبورت في الولايات المتحدة.

## وصلات خارجية
- أدريان لونش على موقع دوري كرة القاعدة الرئيسي (الإنجليزية)
- أدريان لونش على موقعبيزبول رفرنس.كوم (الدوري الرئيسي) (الإنجليزية)